# Animal Collective
Animal Collective je americká indie rocková kapela založená v roce 2000 v Baltimoru. Skupinu tvoří David „Avey Tare“ Portner, Noah „Panda Bear“ Lennox, Brian „Geologist“ Weitz a Josh „Deakin“ Dibb. Na výtvarné stránce videoklipů a obalů alb se často podílí Portnerova sestra Abigail Portner. Skupina začala vydávat alba již v roce 2000, nicméně v té době nevycházela pod názvem Animal Collective, ale pod různými jinými jmény. Na některých albech i koncertech kapela nehraje v kompletním složení (Merriweather Post Pavilion a Painting With v triu, Sung Tongs a Crestone v duu apod.).

## Spolupráce sJohnem Calem
Velšský hudebník a skladatel John Cale skupinu často označoval za svou oblíbenou. O tom se – díky Portnerově sestře Abigail, která s Calem spolupracovala – dozvěděli členové skupiny a pozvali jej, aby hrál na jejím novém albu Painting With. Tehdejší aktivní členové skupiny (Avey Tare, Panda Bear a Geologist) v dubnu toho roku vystupovali jako hosté při jeho pařížském koncertu. Dva z členů, konkrétně Avey Tare a Geologist, s ním znovu vystupovali při třech koncertech v New Yorku v listopadu 2017. Roku 2021 Cale hrál na violu ve dvou písních na albu Crestone. Roku 2023 kapela ve složení Geologist, Panda Bear a Avey Tare hostovala na Caleově albu Mercy v písni „Everlasting Days“.

## Diskografie

### Studiová alba
- 2000: Spirit They're Gone, Spirit They've Vanished
- 2001: Danse Manatee
- 2003: Campfire Songs
- 2003: Here Comes the Indian
- 2004: Sung Tongs
- 2005: Feels
- 2007: Strawberry Jam
- 2009: Merriweather Post Pavilion
- 2012: Centipede Hz
- 2016: Painting With
- 2022: Time Skiffs

### Koncertní alba
- 2002: Hollinndagain
- 2009: Animal Crack Box
- 2015: Live at 9:30
- 2017: Live at College Street Music Hall May 26, 2017
- 2018: Tangerine Reef Live

### EP
- 2005: Prospect Hummer
- 2006: People
- 2008: Water Curses
- 2009: Fall Be Kind
- 2017: The Painters
- 2017: Meeting of the Waters
- 2020: Bridge to Quiet

### Ostatní
- 2010: ODDSAC (vizuální album)
- 2018: Tangerine Reef (vizuální album)
- 2021: Crestone (soundtrack)
- 2022: The Inspection (soundtrack)